# Chuck Berry
Charles Edward Anderson "Chuck" Berry (St. Louis, 18. listopada 1926. – St. Charles, 18. ožujka 2017.), američki gitarist, vokalist i skladatelj.
1926. godine u St. Louisu rođen je jedan od najutjecajnijih izvođača u povijesti rocka - Chuck Berry. Rock and roll je zasigurno postojao i prije njega. Bilo je i gitarističkog rock and rolla prije Chucka Berryja, no on je savršeno utjelovljenje svega što rock and roll znači, bilo to dobro ili zlo. Chuck Berry razmjerno se kasno počeo profesilonalno baviti glazbom. Tek je u svojoj 26. godini prvi put nastupio za honorar, a snimati je počeo tri godine kasnije. Možda je jedan od razloga za tako kasni početak njegov boravak u popravnom domu zbog krađe automobila. U 21. godini Berry se ostavio karijere sitnog kriminalca, smirio se, zaposlio kao radnik i oženio. No, nije dugo mirovao. Uskoro se proslavio na lokalnoj razini pjevajući i svirajući po klubovima. Kada je 1955. godine izašla "Maybellene", Berryjeva karijera krenula je punim gasom. Uspjeh mu je donio slavu, bogatstvo i sve veće zanimanje zakonodavne vlasti. U 20 mjeseci uhićen je dva puta, a u optužbi se spominjalo "bijelo roblje" - njegove mnogobrojne veze sa ženama druge rase nisu prošle nezapaženo. U posljednjih dvadeset godina Berry se dostojanstveno povukao iz glazbenog biznisa.

## Životopis
Beach Boysi, Beatlesi, Stonesi i mnogi drugi u svojim početcima bili su pod velikim utjecajem Berryjeve kombinacije R&B-a, countryja i folka, gdje je Berry dao mnoge ključne standarde rock and rollu; 4/4 takt, gitarske rifove, solo uvode u skladbu kao i sam poseban stil sviranja gitare. Glazbenu karijeru počinje ranih pedesetih godina 20. stoljeća kada kao prvi čovjek predvodi blues sastav u kojemu se još nalazio Johnnie Johnson na klavijaturama. Izdaje dva velika hita "Maybellene" i "Roll Over Beethoven" na nagovor vlasnika istoimene izdavačke kuće Leonarda Chessa, koja je specijalizirana za R&B i blues.
U vremenu između 1957. i 1960. godine Chuck Berry izdaje nekoliko vrlo zapaženih albuma, poput prvijenca After School Session (1958.), iste godine One Dozen Berrys, pa sljedeće Chuck Berry Is on Top (1959.) i na kraju pedesetih 20. stoljeća Rockin' at the Hops (1960.) Tijekom toga vremena izlazi i dvadesetak hitova koji zauvijek ostaju upisani u povijest rock and rolla, a neki od njih su "Rock and Roll Music", "Sweet Little Sixteen", "School Days", "Reelin' and Rockin'", "Johnny B. Goode" i još mnogi drugi.
Glazbenu karijeru prekida mu zatvorska kazna od tri godine na koju je osuđen zbog zapošljavanja maloljetne prostitutke u svom noćnom baru. Nakon izlaska iz zatvora izdaje vrlo zapaženi album St. Louis to Liverpool, na kojemu se nalaze hitovi "No Particular Place To Go", "Promised Land" i "You Never Can Tell". Ovom uspjehu mora se pripisati i velika pomoć Stonesa i Beatlesa, koji su ga stalno isticali kao uzor ali već u kasnim šezdesetima 20. stoljeća ne dostiže negdašnji uspjeh.
1972. godine nakon razlaza s izdavačkom kućom "Mercury", počinje snimati nanovo za "Chess", pa iste godine izdaje jedan hit "My Ding-A-Ling". Nakon tog vremena neredovito izdaje albume ali ima problema sa zakonom zbog utaje poreza ali ostaje aktivan i u osamdesetima i u devedesetima.
1985. godine primljen je u Dvoranu slavnih bluesa a 1986. godine u Rock and Roll Hall of Fame.

## Diskografija

### Singlovi
| Datum izlaska | Naziv                                     | Pozicija na Top Listi | Pozicija na Top Listi | Pozicija na Top Listi |
| Datum izlaska | Naziv                                     | SAD Top 100           | SAD R&B               | VB                    |
| ------------- | ----------------------------------------- | --------------------- | --------------------- | --------------------- |
| 1955.         | "Maybellene" (A-Strana)                   | #5                    | #1                    | #3                    |
|               | → "Wee Wee Hours" (B-Strana)              |                       | #10                   |                       |
| 1955.         | "Thirty Days"                             |                       | #2                    |                       |
| 1955.         | "No Money Down"                           |                       | #8                    |                       |
| 1956.         | "Roll Over Beethoven"                     | #29                   | #2                    |                       |
| 1956.         | "Too Much Monkey Business"                |                       | #4                    |                       |
|               | → "Brown Eyed Handsome Man" (B-Strana)    |                       | #5                    |                       |
| 1956.         | "You Can't Catch Me"                      |                       |                       |                       |
| 1957.         | "School Days"                             | #3                    | #1                    | #24                   |
| 1957.         | "Oh Baby Doll"                            | #57                   | #12                   |                       |
| 1957.         | "Rock and Roll Music"                     | #8                    | #6                    |                       |
| 1958.         | "Sweet Little Sixteen"                    | #2                    | #1                    | #16                   |
| 1958          | "Johnny B. Goode"                         | #8                    | #2                    |                       |
| 1958.         | "Beautiful Delilah"                       | #81                   |                       |                       |
| 1958.         | "Carol"                                   | #18                   | #9                    |                       |
| 1958.         | "Sweet Little Rock and Roller" (A-Strana) | #47                   | #13                   |                       |
|               | → "Jo Jo Gunne" (B-Strana)                | #83                   |                       |                       |
| 1958.         | "Merry Christmas Baby" (A-Strana)         | #71                   |                       |                       |
|               | → "Run Rudolph Run" (B-Strana)            | #69                   |                       | #36                   |
| 1959.         | "Anthony Boy"                             | #60                   |                       |                       |
| 1959.         | "Almost Grown" (A-Strana)                 | #32                   | #3                    |                       |
|               | → "Little Queenie" (B-Strana)             | #80                   |                       |                       |
| 1959.         | "Back in the U.S.A." (A-Strana)           | #37                   | #16                   |                       |
|               | → "Memphis, Tennessee" (B-Strana)         |                       |                       | #6                    |
| 1959.         | "Broken Arrow"                            | #108                  |                       |                       |
| 1960.         | "Too Pooped To Pop (Casey)" (A-Strana)    | #42                   | #18                   |                       |
|               | → "Let It Rock" (B-Strana)                | #64                   |                       | #6                    |
| 1960.         | "Bye Bye Johnny"                          |                       |                       |                       |
| 1960.         | "I Got To Find My Baby"                   |                       |                       |                       |
| 1960.         | "Jaguar and Thunderbird"                  | #109                  |                       |                       |
| 1961.         | "I'm Talking About You"                   |                       |                       |                       |
| 1961.         | "Come On" (A-Strana)                      |                       |                       |                       |
|               | →"Go Go Go" (B-Strana)                    |                       |                       | #38                   |
| 1963.         | "Diploma For Two"                         |                       |                       |                       |
| 1964.         | "Nadine (Is It You?)"                     | #23                   |                       | #27                   |
| 1964.         | "No Particular Place To Go"               | #10                   |                       | #3                    |
| 1964.         | "You Never Can Tell"                      | #14                   |                       | #23                   |
| 1964.         | "Little Marie"                            | #54                   |                       |                       |
| 1964.         | "Promised Land"                           | #41                   |                       | #26                   |
| 1965.         | "Dear Dad"                                | #95                   |                       |                       |
| 1965.         | "It Wasn't Me"                            |                       |                       |                       |
| 1966.         | "Ramona Say Yes"                          |                       |                       |                       |
| 1967.         | "Laugh and Cry"                           |                       |                       |                       |
| 1967.         | "Back to Memphis"                         |                       |                       |                       |
| 1967.         | "Feelin' It"                              |                       |                       |                       |
| 1968.         | "Louie to Frisco"                         |                       |                       |                       |
| 1969.         | "Good Looking Woman"                      |                       |                       |                       |
| 1970.         | "Tulane"                                  |                       |                       |                       |
| 1972.         | "My Ding-A-Ling" (live)                   | #1                    | #42                   | #1                    |
| 1972.         | "Reelin' and Rockin'" (live)              | #27                   |                       | #18                   |
| 1973.         | "Bio"                                     |                       |                       |                       |
| 1975.         | "Shake, Rattle and Roll"                  |                       |                       |                       |
| 1979.         | "California"                              |                       |                       |                       |

### Studijski albumi
- Rock, Rock, Rock (Zajedno s The Moonglowsom i sastavom Flamingos) (1956.)
- After School Session (1958.)
- One Dozen Berrys (1958.)
- Chuck Berry Is on Top (1959.)
- Rockin' at the Hops (1960.)
- New Juke-Box Hits (1961.)
- Chuck Berry Twist (1962.)
- Chuck Berry's Greatest Hits (1964.)
- Two Great Guitars (Zajedno s Bo Diddleyem) (1964.)
- St. Louis to Liverpool (1964.)
- Chuck Berry in London (1965.)
- Fresh Berry's (1965.)
- Chuck Berry's Golden Hits (1967.) - nanovo snimljen
- In Memphis (1967.)
- From St. Louie to Frisco (1968.)
- Concerto In B. Goode (1969.)
- Back Home (1970.)
- San Francisco Dues (1971.)
- The London Chuck Berry Sessions (1972.)
- Bio (1973.)
- Sweet Little Rock and Roller (1973.)
- Wild Berrys (1974.)
- Flashback (1974.)
- Chuck Berry (1975.)
- Rock It (1979.)
- Alive and Rockin' (1981.)
- "Retro Rock" - Chuck Berry - Broadcast Week (1982.)
- Chuck Berry (1982)

### Uživo albumi
- Chuck Berry on Stage (1963.)
- Live at the Fillmore Auditorium (1967.) (bonus skladbe dodane na reizdanju iz 1994.)
- The London Chuck Berry Sessions  (1972.) (Strana 2)
- Chuck Berry Live in Concert (1978.)
- Chuck Berry Live (1981.)
- Toronto Rock 'N' Roll Revival 1969 Vol. II (1982.)
- Toronto Rock 'N' Roll Revival 1969 Vol. III (1982.)
- Hail! Hail! Rock 'N' Roll (1987.)
- Live! (2000.)
- Live on Stage (2000.)
- Chuck Berry - In Concert (2002.)

### Antologija
- Chuck Berry's Golden Decade (1967.)
- Chuck Berry's Golden Decade Vol. 2 (1973.)
- Chuck Berry's Golden Decade Vol. 3 (1974.)
- Chuck and His Friends (1974.)
- Chuck Berry's Greatest Hits (1976.)
- The Best of the Best of Chuck Berry (1978.)
- Chuck Berry's 16 Greatest Hits (1978.)
- Chuck Berry All-Time Hits (1979.)
- The Great Twenty-Eight (1982.)
- 20 Hits (1983.)
- Reelin' Rockin' Rollin' (1983.)
- Rock 'N' Roll Rarities (1986.)
- The Chess Box (Box Set) (1988.)
- On the Blues Side (1994.)
- Roll Over Beethoven (1996.)
- Let It Rock (1996.)
- The Best of Chuck Berry (1996.)
- Guitar Legends (1997.)
- Chuck Berry - His Best, Vol. 1 (1997.)
- Chuck Berry - His Best, Vol. 2 (1997.)
- The Latest & The Greatest / You Can Never Tell (1998.)
- Live: Roots of Rock 'N' Roll (1998.)
- Rock & Roll Music (1998.)
- 20th Century Masters: The Millennium Collection: The Best of Chuck Berry (1999.)
- Johnny B. Goode (Legacy) (2000.)
- Anthology (2000.)
- Blast from the Past: Chuck Berry (2001.)
- Johnny B. Goode (Columbia River) (2001.)
- Crown Prince of Rock N Roll (2003.)
- Gold (2005.)
- Volume 2 (Chuck Berry)